# 寶島羊耳蒜
寶島羊耳蒜（学名：Liparis formosana）为蘭科羊耳蒜屬下的一个种。其種小名“formosana”意为“臺灣的”。